# Gepard (pháo phòng không tự hành)
Pháo phòng không tự hành Flugabwehrkanonenpanzer Gepard là một tổ hợp pháo phòng không tự hành SPAAG của Lục quân Đức. Pháo được phát triển vào những năm 1960s và đã được nâng cấp nhiều lần với việc trang bị các thiết bị điện tử tiên tiến. Đây là loại pháo phòng không tự hành chủ lực của Lục quân Đức và một số nước NATO.
Quân đội Đức đưa Gepard vào trang bị cuối năm 2010 và được thay thế bởi Wiesel 2 Ozelot Leichtes Flugabwehrsystem (LeFlaSys) trang bị bốn tên lửa đất đối không FIM-92 Stinger hay LFK NG. Một phiên bản phát triển dựa trên pháo Nächstbereichschutzsystem MANTIS và tên lửa LFK NG, trên khung gầm xe thiết giáp GTK Boxer, cũng được cân nhắc.
Pháo PKTH Gepard đã tham gia chiến đấu trong cuộc chiến tranh Nga-Ukraine.

## Phát triển

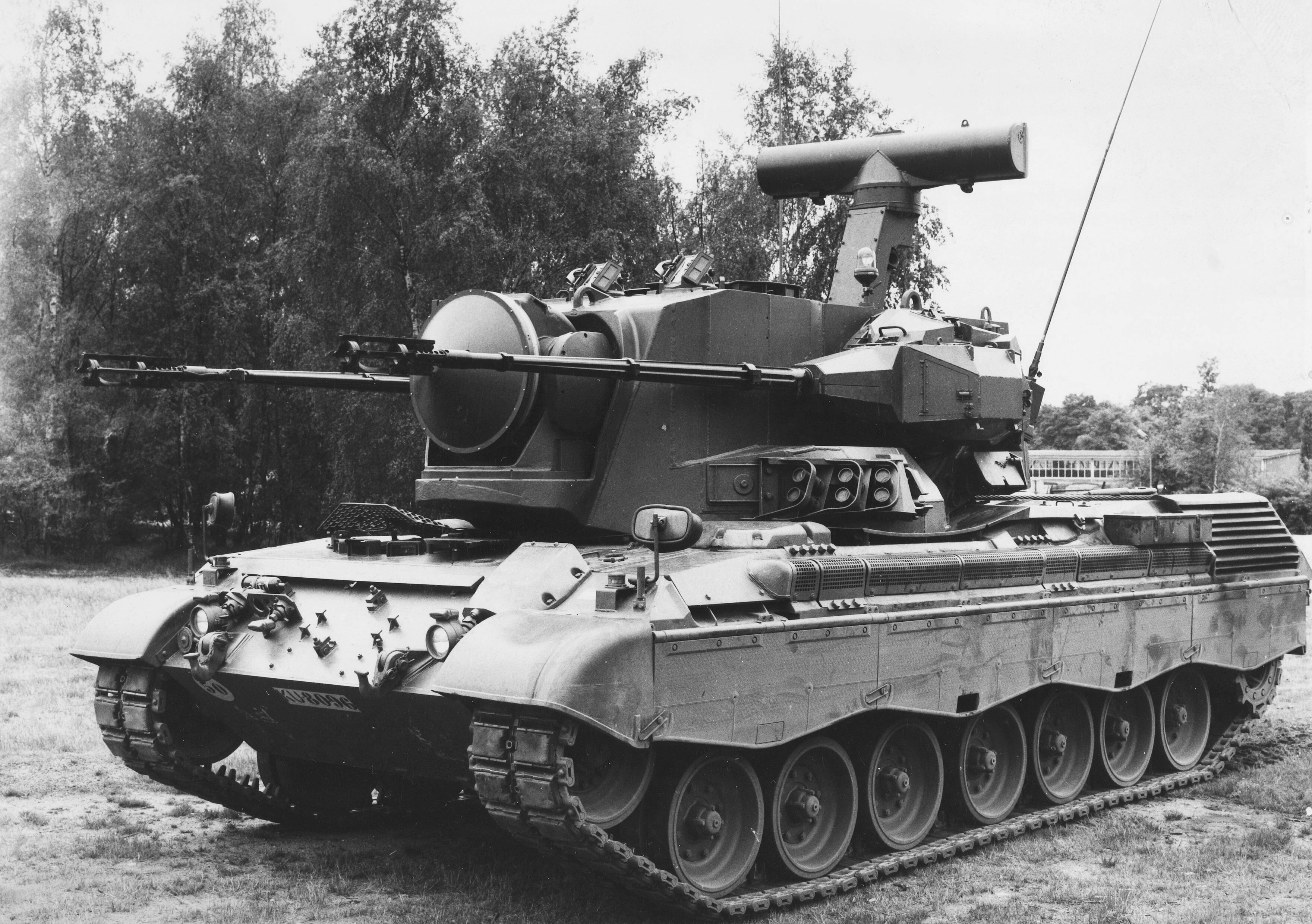
Nguyên bản của xe phòng không tự hành đang tham gia cuộc diễn tập năm 1976.

Gepard được phát triển từ năm 1963. Năm 1969, việc chế tạo được bắt đầu với việc chế tạo bốn nguyên mẫu type A thử nghiệm cả pháo 30 và 35 mm. Tháng Sáu năm 1970, nhà phát triển quyết định lựa chọn pháo 35 mm. Năm 1971, mười hai nguyên mẫu type B được đặt hàng chế tạo.
Lục quân Đức chế tạo một lượng nhỏ xe thiết giáp phiên bản B1 và B2R. Tháng Hai năm 1973, chính phủ Tây Đức ra quyết định sản xuất phiên bản thử nghiệm, tháng Chín năm 1973 một bản hợp đồng đã được ký với công ty Krauss-Maffei để chế tạo 432 tháp pháo B2 và 420 thân xe với tổng giá trị hợp đồng 1,2 triệu DM. Mỗi xe thiết giáp có giá gấp ba lần một chiếc Leopard 1 thông thường. Chiếc đầu tiên được chuyển giao cho quân đội vào tháng Mười hai năm 1976. Bỉ cũng đặt mua 55 chiếc, cùng phiên bản với quân đội Đức. Hà Lan đặt hàng 95 chiếc, được trang bị hệ thống radar của Philips.
Kể từ những năm thập niên 80s, các khẩu đội tên lửa phòng không vác vai Redeye và sau đó là Stinger được phối thuộc cho các đơn vị pháo phòng không Gepard nhằm tận dụng tầm bắn xa hơn của tên lửa. Để có thể kết hợp thành một đơn vị hỏa lực, hệ thống pháo được nâng cấp để gắn tên lửa Stinger lên hai bên pháo chính. Hệ thống vũ khí mới được quân đội Đức thử nghiệm nhưng không tiến hành trang bị do giới hạn ngân sách. Thay vào đó, hệ thống phòng không hạng nhẹ Ozelot Light Air Defence System (LeFlaSys) đã được triển khai trong trang bị của ba Lữ đoàn dù.

## Đặc điểm kỹ thuật
Hệ thống được phát triển dựa trên khung gầm xe tăng Leopard 1 với tháp pháo lớn gắn hai khẩu pháo tự động 35 mm Oerlikon KDA.

### Khung gầm và hệ thống động lực
Gepard được phát triển dựa trên khung gầm Leopard 1, nó tương tự với Leopard 1 về khối động cơ 10 xi lanh sản xuất bởi MTU Aero Engines, đạt công suất 610 kW tại vòng quay 2200 RPM, tiêu thụ nhiên liệu ở mức 150 lít/100 km tùy vào điều kiện địa hình. Hộp số (kiểu: 4 HP-250) do ZF Friedrichshafen sản xuất và hệ thống xả trộn lẫn với khí trời giúp giảm bộc lộ hồng ngoại cũng được lấy từ xe tăng Leopard 1.
Gepard còn được trang bị động cơ phụ diesel 4 xi lanh của Daimler-Benz (kiểu: OM 314). Động cơ được đặt phía trước xe ở vị trí hộc chứa đạn trên xe Leopard 1. Động cơ phụ với dung tích 3,8 lút được thiết kế để sử dụng nhiều loại nhiên liệu và có công suất 66 kW (90 PS). Động cơ tiêu thụ 10-20 lít nhiên liệu một giờ tùy thuộc trạng thái vận hành.
Thân xe được điều chỉnh một chút so với nguyên bản Leopard 1.

### Radar và laser

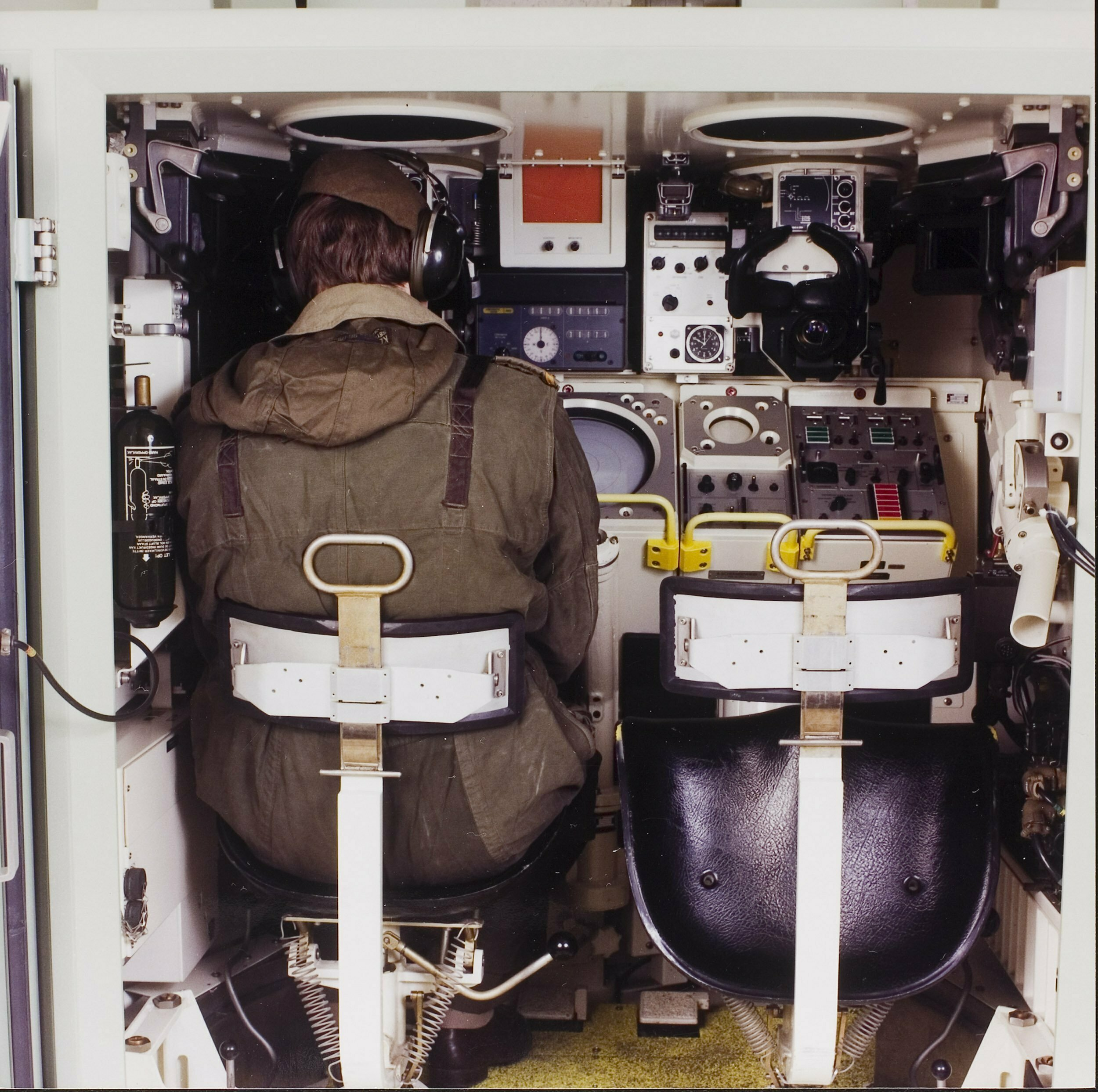
Trưởng xe ngồi bên trái và pháo thủ ngồi bên phải trên xe Dutch Cheetah PRTL. Mỗi thành viên của tổ lái đều có kính ngắm riêng, ngoài ra tổ lái sử dụng chung một màn hình trung tâm của radar cảnh giới.

Các xe thiết giáp được chuyển giao cho Đức và Bỉ được trang bị radar do Siemens sản xuất MPDR 12 băng tần S, gắn thấp phía sau tháp pháo, cho tầm quét 15 km bán cầu trước và được tích hợp máy hỏi MSR 400 Mk XII để tự động phân biệt mục tiêu. Radar bám mục tiêu băng tần Ku cũng được phát triển bởi Siemens-Albis có tầm quét 15 km và được gắn phía trước xe, nằm giữa hai khẩu pháo; nó có thể bao quát góc rộng 180 độ. Ngoài ra, Gepard còn có ống ngắm quang học ổn định hai mặt phẳng, kính ngắm toàn cảnh cho cả trưởng xe và pháo thủ với độ phóng đại 1,5 lần ở trường nhìn 60 độ và 6 lần ở trường nhìn hẹp 12,5 độ. Một máy đo khoảng cách laser được trang bị trên phiên bản nâng cấp B2L, được đặt trên đỉnh ăng te.

### Pháo

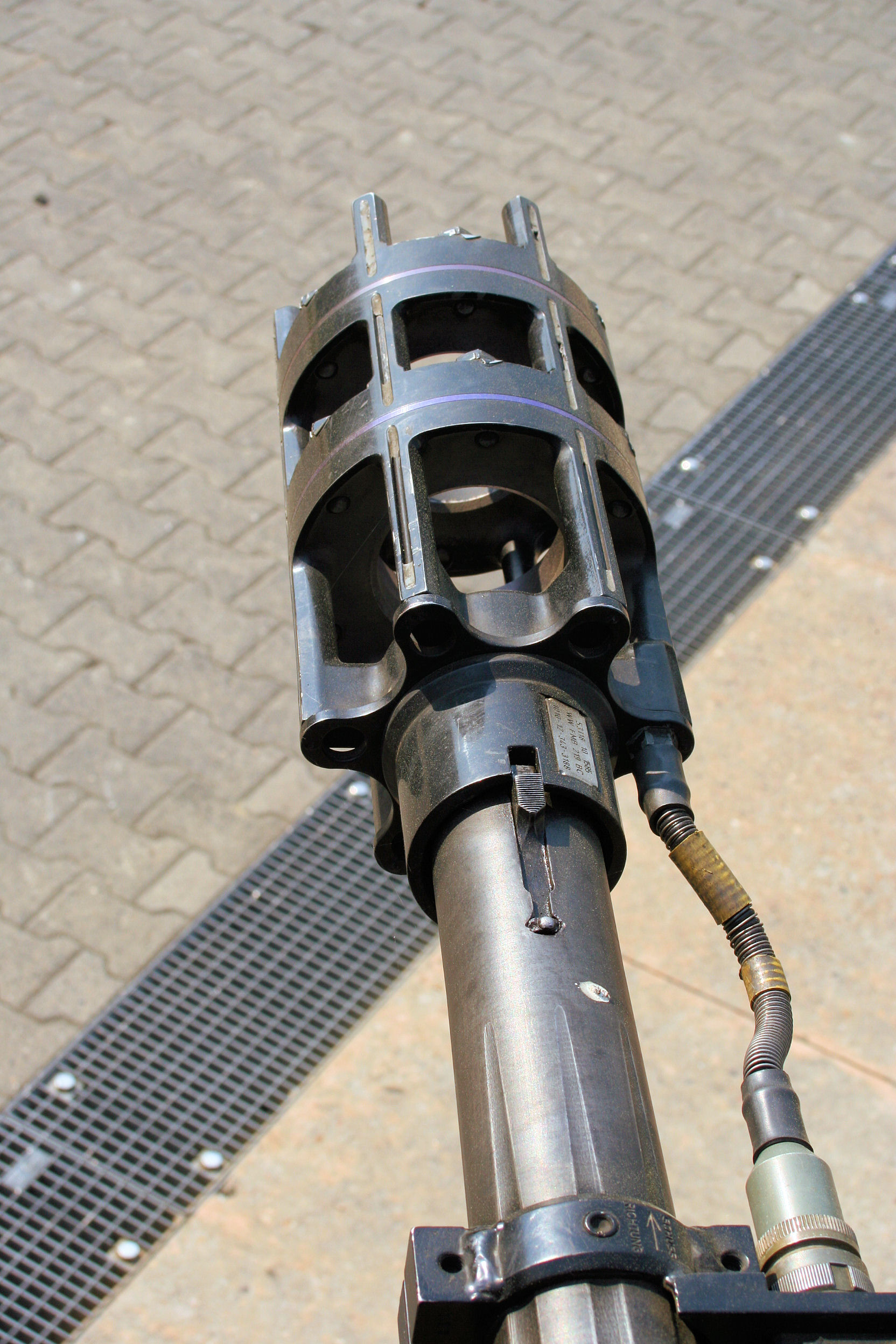
Cận cảnh nòng pháo và cảm biến vận tốc đạn pháo

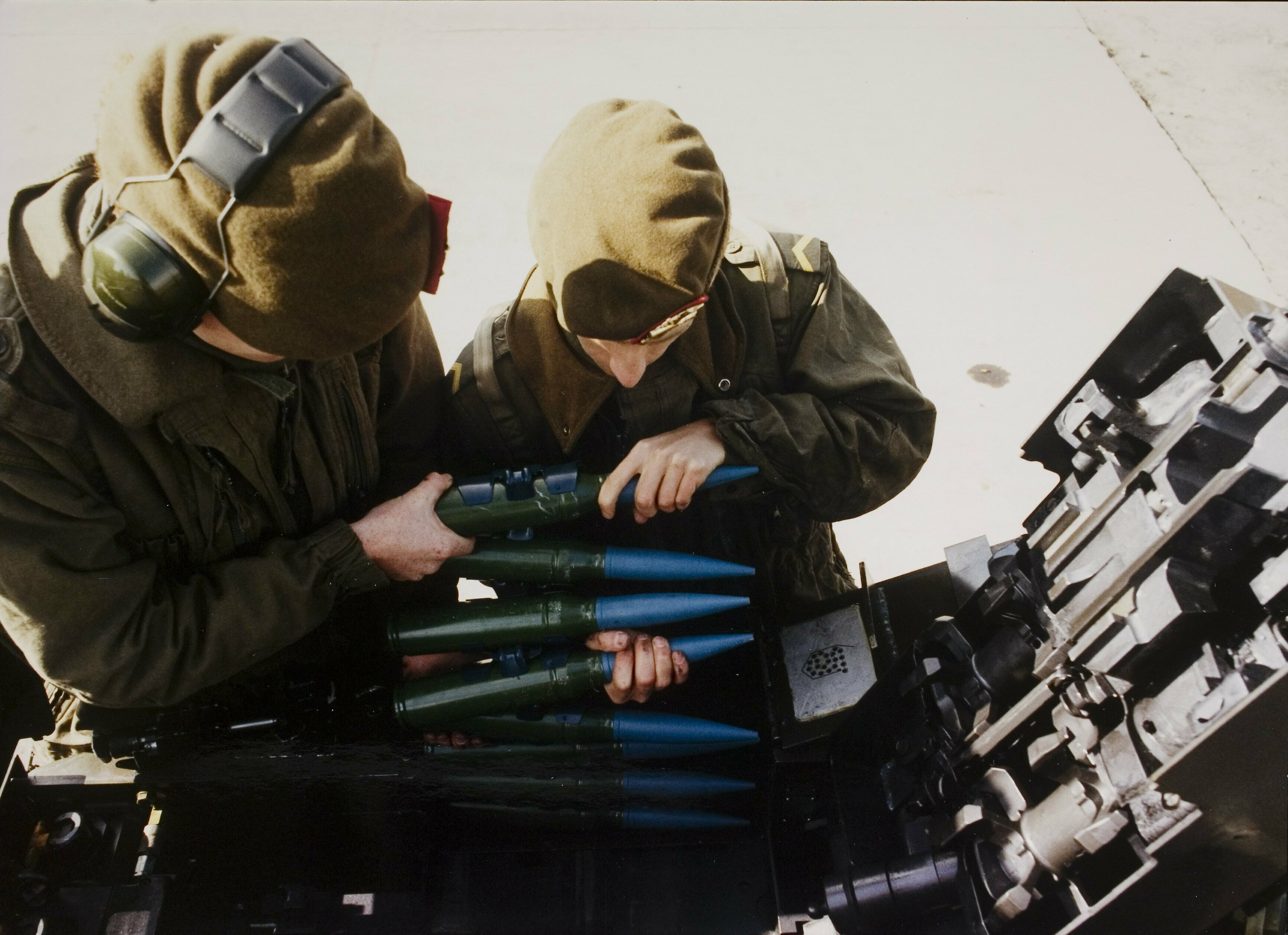
Các kỹ thuật viên mặt đất đang nạp đạn 35 mm cho pháo.

Pháo có chiều dài gấp 90 lần đường kính (3,15 m (10 ft 4 in)), với vận tốc đầu nòng 1.440 m/s (4.700 ft/s) (Đạn FAPDS (Đạn xuyên giáp văng mảnh thoát vỏ ổn định bằng cánh đuôi-Frangible Armour Piercing Discarding Sabot)), cho tầm bắn hiệu dụng 5,5 km (3,4 mi). Cỡ đạn sử dụng là 35×228mm (STANAG 4516).
Pháo tự động KDA sử dụng hai dây tiếp đạn cùng lúc cho hai loại đạn khác nhau, thông thường mỗi khẩu pháo được nạp 320 viên từ trong tháp pháo và 20 viên xuyên giáp từ kho chứa nhỏ bên ngoài.
Pháo có tốc độ bắn 550 viên/phút mỗi khẩu, cho phép hai khẩu pháo bắn liên tục 35 giây trước khi hết đạn (640 viên cho cả hai khẩu). Đây là tiêu chuẩn khi bắn tạo màn hỏa lực chống lại mục tiêu bay, hoặc 24 viên mỗi khẩu (48 viên cả hai khẩu) một phút và 48 viên mỗi khẩu một phút trong chế độ bắn thông thường. 40 viên đạn xuyên giáp được sử dụng trong chống mục tiêu mặt đất bọc giáp nhẹ.

### Các phiên bản
Đức
- radar tìm kiếm: băng tần S, cự ly 15 km
- Radar bắt bám: băng tần Ku, cự ly 15 km
- Đo xa laser

 Hà Lan
- radar tìm kiếm: băng tần X, cự ly 15 km
- Radar bắt bám: X/Ka band, tầm 13 km

## Hoạt động
Pháo phòng không Gepard đã được triển khai trong cuộc chiến Nga-Ukraina 2022.

## Các nước vận hành

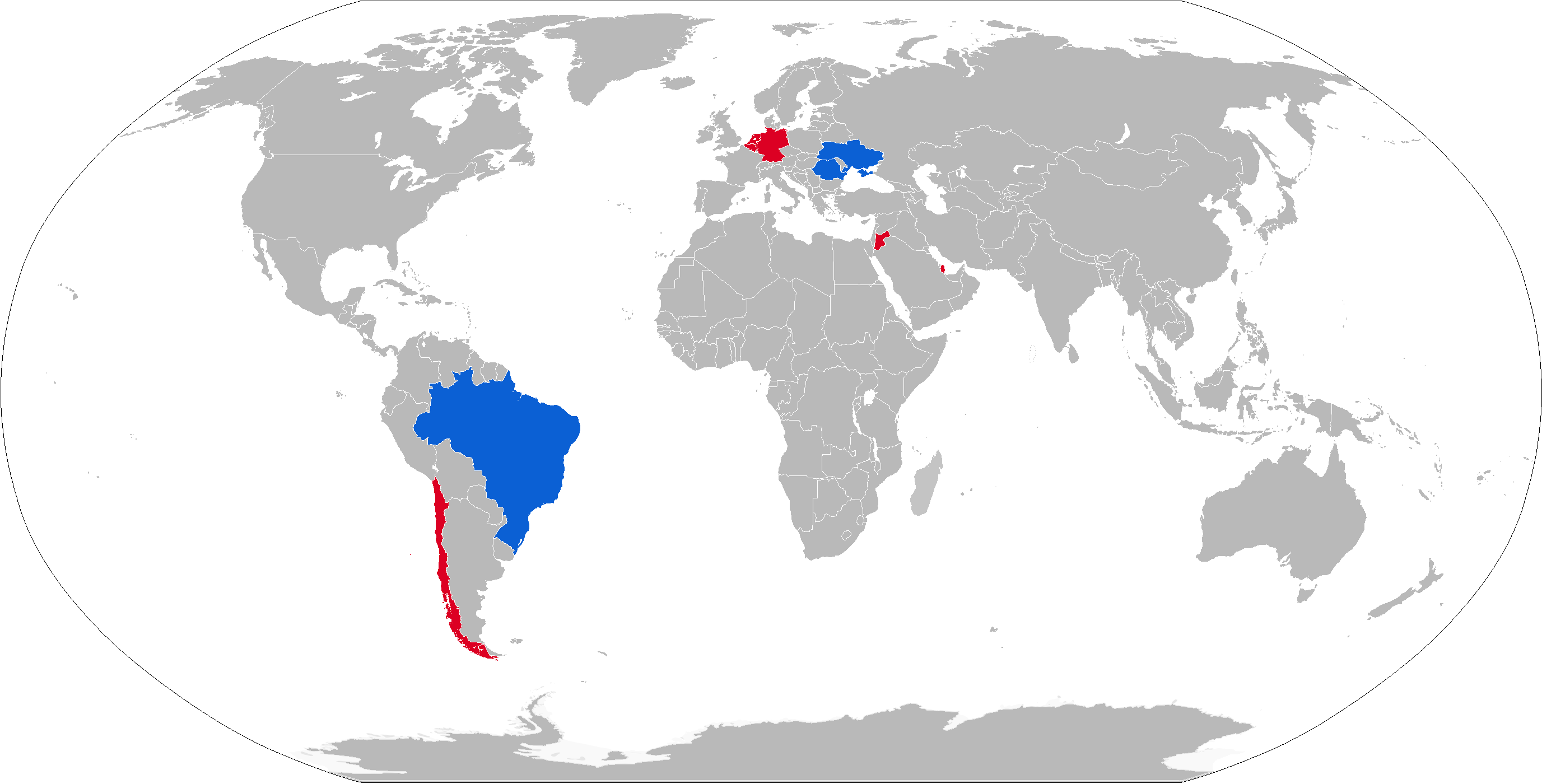
Bản đồ các nước sử dụng Gepard với màu xanh, màu đỏ là từng sử dụng

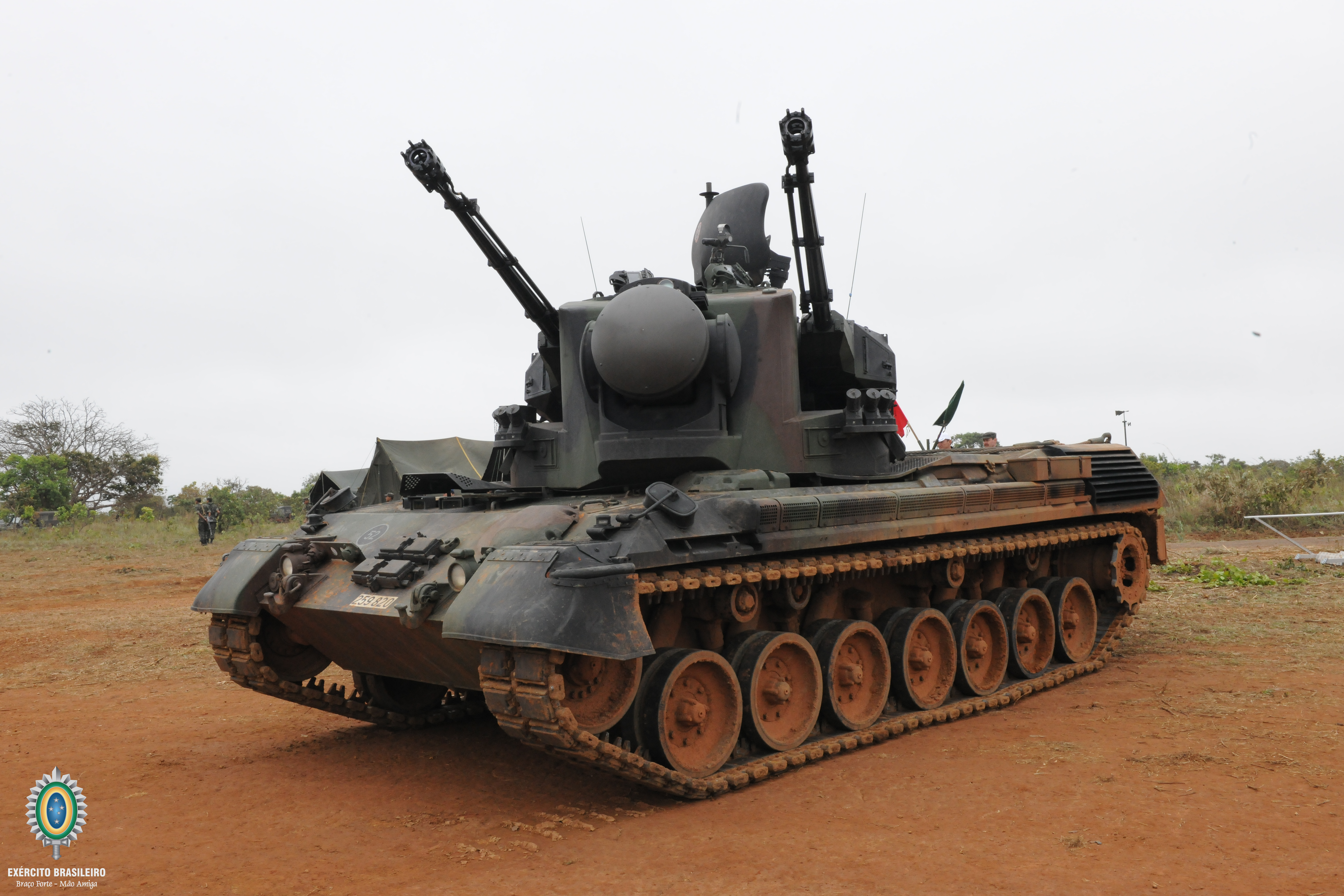
Xe Gepard của Brazil

- Brasil: 36 hệ thống từ quân đội Đức.[5]
- Jordan: 60 hệ thống cũ từ Hà Lan với giá 21 triệu đô la.[6]
- Qatar:
- România: 43 hệ thống (36 + 7 dự trữ), tất cả đều từ kho vũ khí niêm cất của Đức.[7]
- Ukraina:

### Từng vận hành

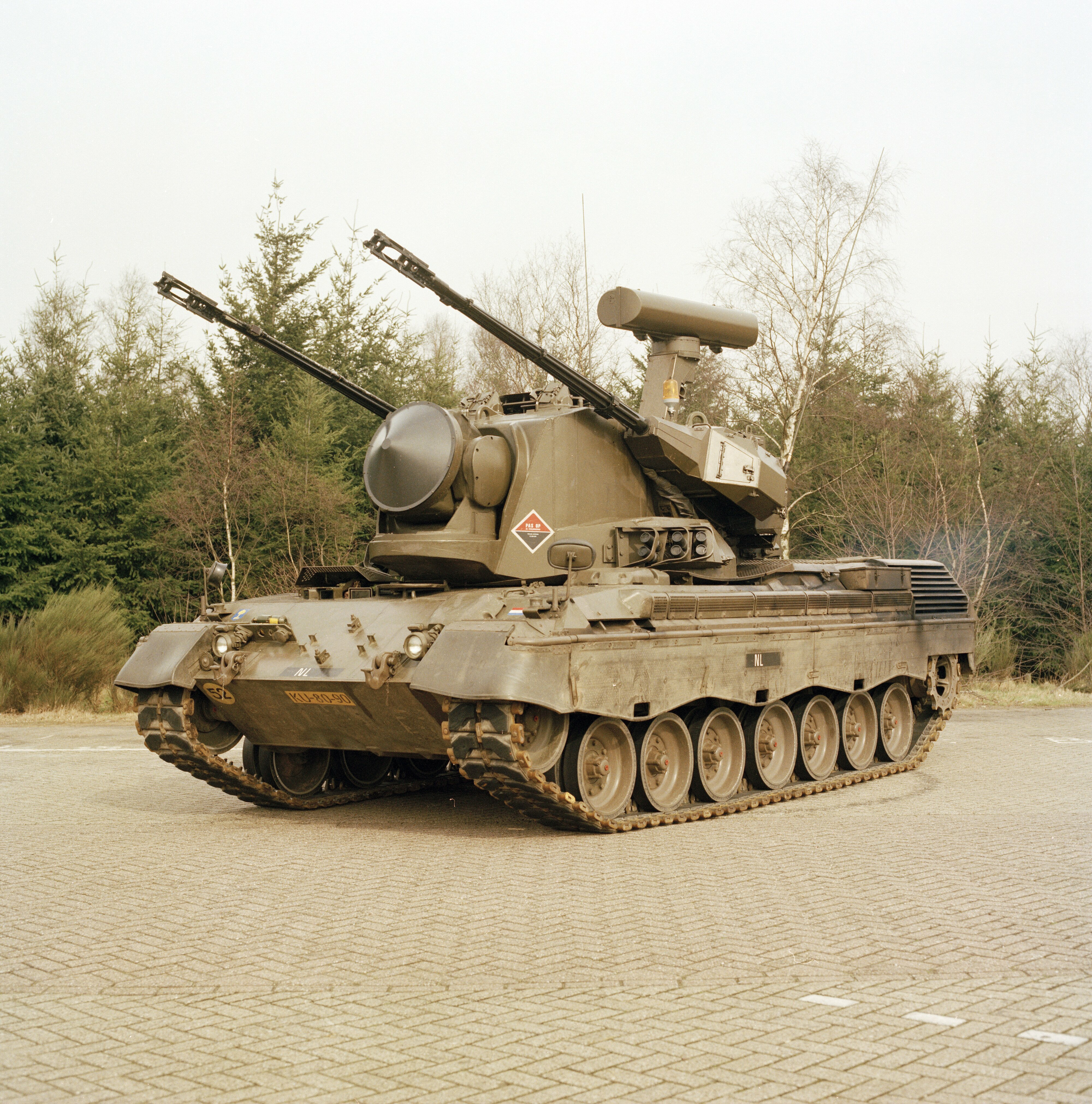
Xe Gepard của Hà Lan

- Bỉ: 55 hệ thống trong trang bị, đã được rút khỏi trang bị và bán cho các công ty tư nhân.[8][9]
- Chile: Nhận bốn hệ thống năm 2008, và trả lại Đức vào tháng Một năm 2011. Đơn hàng đặt mua 30 hệ thống bị hủy bỏ do giá thành nâng cấp/sửa chữa quá cao.[10]
- Đức: 420 hệ thống (195 phiên bản B2 và 225 phiên bản B2L với định tầm laser). Trong những năm 1980s chúng được trang bị cho bảy sư đoàn cơ giới của Đức, mỗi sư đoàn có sáu khẩu đội và một sư đoàn bổ sung với biên cế ba khẩu đội tổng cộng 69 khẩu đội mỗi khẩu đội có 6 đơn vị xe phòng không Gepard.[11]
- Hà Lan: 95 hệ thống, loại biên năm 2006; 60 hệ thống được bán cho Jordan năm 2013.[6]

## Các hệ thống tương tự
- Fliegerabwehrpanzer 68
- K30 Biho
- Korkut
- M247 Sergeant York
- Marksman anti-aircraft system
- PZA Loara
- 2K22 Tunguska
- Type 87 self-propelled anti-aircraft gun
- Type 95 SPAAA
- ZSU-23-4 Shilka
- CV9040 LvKv90
- Pantsir missile system